# 男性器
男性器（だんせいき）は、男性の生殖器のこと。

## 概要
陰茎（ペニス）だけでなく、これを含めた男性の生殖機能を司る器官の総称である。精巣、精巣上体、精管、射精管、前立腺、精嚢（せいのう）、尿道、陰茎、陰嚢がある。体表にある、陰茎と陰嚢は外陰部と総称される。男性器の主な役割は、男性ホルモンの生成と分泌、性交、排尿である。陰茎には排尿と射精の機能がある。男性器は、排泄器と生殖器が一緒になっている構造が特徴である。
生殖のために男性ホルモンと精子が生成される。受精には、精子の形成、搬送、射精が必要となる。性交時に女性の膣に挿入しやすいよう陰茎が勃起する。また陰茎に刺激を受けることで脳と脊髄に信号が送られ、精子を含んだ精液が体外に射出される（射精）。前立腺は前立腺液を分泌し、それを精子とともに射出する。勃起には海綿体に流入する血液量の増加が必要である。
精巣の上にある精巣上体の中には、精巣から送り出された精子を通す管が入っている。精巣上体は精管につながり、精子が通る精管は、鼠径部を通り骨盤の中に入り、精嚢まで続いている。精子は精嚢で成熟し、射精時に射精管から尿道内に射出され、外尿道口から体外に出る。
男性器に含まれる諸器官のうち、陰茎等は体外に露出している。成人になると陰部には陰毛が生えている。陰嚢は精巣を保護している。

## 性徴

男性のタナー段階。思春期前は男性器・陰毛共にI。男性器がIIになることで思春期に入るが、陰毛がIIになるのはそれより後となり、以降もタナー段階の進み具合が男性器と陰毛で必ずしも同一になるとは限らない。思春期前がI、陰嚢・精巣はII・III・IVで発達、陰茎はIII・IVで発達、陰茎亀頭はIVで発達して成人型のVになる。

### 一次性徴
胎児の発生の過程で、受精卵には中腎管と中腎傍管が形成されるが、形成された時点では女性と性差は見られない、それからしばらく経つと、Y染色体を持った精子と受精した受精卵からは、第一次性徴によってY染色体上のSRY遺伝子によって中腎管に精巣が形成され、抗ミュラー管ホルモンの分泌によって中腎傍管を退縮させ、アンドロゲンの分泌によって男性器が形成（男性器のタナー段階I）される。

### 二次性徴
男性器は思春期に第二次性徴によってタナー段階で成長する。男性器のタナー段階がIIに達した時点で第二次性徴・思春期の起点となり、起点の年齢は平均して11歳6か月（前後1年半の個人差）である。思春期開始時は男性器の発達のみが起き、他の体位の発達開始はそれより後となり、男性器の発達開始以降に生じる身長の伸びのピークを迎えるか陰毛の発生（陰毛のタナー段階II以降になるのは男性器のタナー段階がIIIになってから約1年後で、約1年後男性器のタナー段階は成長に個人差があるため、IIIのままかIV以降に成長しているかのどちらかとなる）まで思春期に入っている事に気づきにくい。
|                |                        | 精巣                                                                                            | 陰嚢                                                                               | 陰茎                                                                               | 陰茎亀頭                                                                           |
| -------------- | ---------------------- | ----------------------------------------------------------------------------------------------- | ---------------------------------------------------------------------------------- | ---------------------------------------------------------------------------------- | ---------------------------------------------------------------------------------- |
| I （思春期前） | I （思春期前）         | 幼児型（未発達）                                                                                | 幼児型（未発達）                                                                   | 幼児型（未発達）                                                                   | 幼児型（未発達）                                                                   |
| II             | 思春期初来             | 増大して容積が4ml以上となる。 これにより、血中テストステロンが測定可能となり、10ng/dl超となる。 | 増大し、しわがきめ細かくなり赤みを帯びる。                                         | 幼児型（未発達）                                                                   | 幼児型（未発達）                                                                   |
| II             | 思春期初来を過ぎてから | 容積がさらに増大する                                                                            | 増大し、しわがきめ細かくなり赤みを帯びる。                                         | 幼児型（未発達）                                                                   | 幼児型（未発達）                                                                   |
| III            | III                    | 容積がさらに増大する                                                                            | さらに増大する。                                                                   | 長く・やや太くなる。                                                               | 幼児型（未発達）                                                                   |
| IV             | IV                     | 容積がさらに増大する                                                                            | さらに増大し、黒ずんでくる。                                                       | 長く・太くなり人によっては包皮が剥けてくる。                                       | 大きくなる。                                                                       |
| V              | V                      | 成人型となる（成人型でも真性包茎、嵌頓または仮性包茎、常時亀頭露出の種類がある）。              | 成人型となる（成人型でも真性包茎、嵌頓または仮性包茎、常時亀頭露出の種類がある）。 | 成人型となる（成人型でも真性包茎、嵌頓または仮性包茎、常時亀頭露出の種類がある）。 | 成人型となる（成人型でも真性包茎、嵌頓または仮性包茎、常時亀頭露出の種類がある）。 |

## 生殖機能面等

### 交尾・性交
性的興奮をすると陰茎と亀頭内の海綿体が充血、肥大し長さや硬さが増し、膣内に挿入しうる状態になる。男女で性交をする時には、男性の勃起した性器を女性の膣口にあてがい、亀頭部分で膣口を押し広げるように膣内に挿入し性器同士を結合させる（膣性交）。快感を得るために陰茎を膣内で前後にリズミカルに抜き差しする性交運動により、男性は陰茎や特に亀頭冠が、女性は膣壁が摩擦刺激され、次第に性感が高まる。性器同士の密着感を得るなどのため、性交運動の間に体位を変えることも行われる。数分間の性交運動によってお互いの性器から受ける快感が最高潮に達すると絶頂感とともにオーガズムを迎える。

### 妊娠・出産・避妊
男性が性交運動により受けた快感でオーガズムに達すると、射精が起こる。
コンドームなどを使用しない場合、膣内に射精された精液の中の精子が卵管まで泳いでいき、そこで卵子と結合（受精)し子宮内に着床し、受精卵が育ち、人工妊娠中絶や流産をしなければ新たな生命の誕生となる。
生殖能力は平均値で健康な男性は40歳から、健康な女性は26歳から下落する。
なお、避妊方法にはコンドーム、ペッサリーなどの避妊具の使用やピルなどの薬物使用、女性の月経周期に基くオギノ式などがある。しかし、精子は射精時の精液だけでなく、前段階で分泌されるカウパー腺液中にも僅かに存在する場合があるため膣外射精（抜去法）は避妊法ではない。

## その他
性同一性障害やトランスジェンダー等を理由に、精巣・陰嚢の去勢手術や男性の陰部を全て摘除する完全去勢手術を受ける人もいる。